# 矮酸脚杆
矮酸脚杆（学名：Medinilla nana）为野牡丹科酸脚杆属下的一个种。

## 扩展阅读
- 維基物種上的相關：矮酸脚杆